# ジョシュア・アレン (第6代アレン子爵)

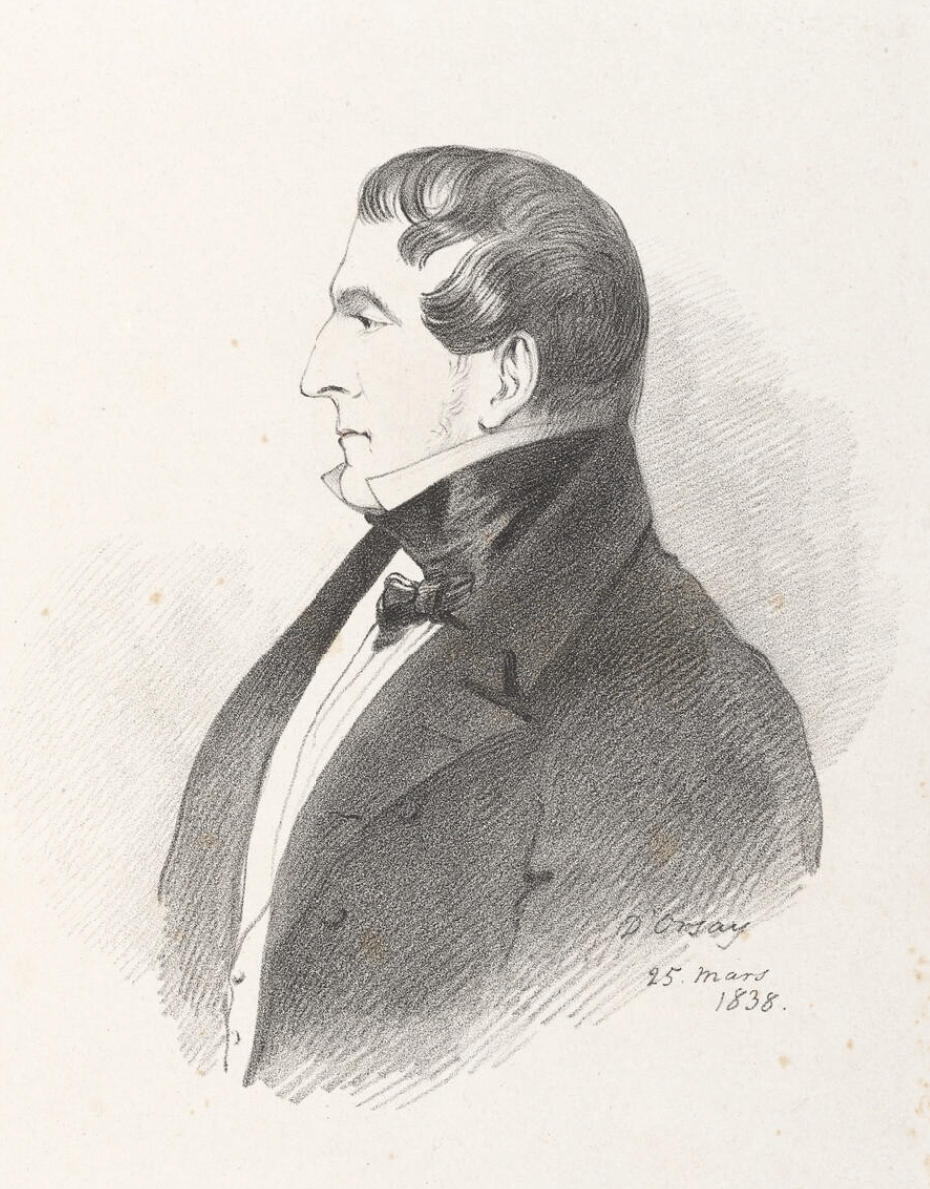
第6代アレン子爵、1838年。

第6代アレン子爵ジョシュア・ウィリアム・アレン（英語: Joshua William Allen, 6th Viscount Allen、1783年頃 – 1845年9月21日）は、アイルランド貴族。

## 生涯
第5代アレン子爵ジョシュア・アレンとフランシス・バリー（Frances Barry、1833年8月11日没、ゲイナー・バリー（Gaynor Barry）の娘）の息子として生まれた。1801年10月22日にオックスフォード大学クライスト・チャーチに入学、1804年6月13日にM.A.の学位を修得した。
衛兵隊の士官、ウェリントン公爵の部下として半島戦争に従軍した。1816年2月1日に父が死去すると、アレン子爵の爵位を継承した。
1845年9月21日にジブラルタルで生涯未婚のまま死去、後継者がいなかったため爵位が廃絶した。